# Утяшев, Хурматулла Газзалеевич
Утя́шев Хурматулла́ Газзале́евич (баш. Үтәшев Хөрмәтулла Ғаззали улы; род. 23 ноября 1959 года) — актёр Башкирского государственного академического театра драмы им. М. Гафури. Народный артист Российской Федерации (2008). Народный артист Республики Башкортостан (1995). Лауреат Государственной премии имени Салавата Юлаева (2002). Доцент УГИИ им. З. Исмагилова (1998). Лауреат Национальной премии Турции имени Исмета Кюнтая за роль Ататюрка (2010).

## Биография
Утяшев Хурматулла Газзалеевич родился 23 ноября 1959 года в д. Султангузино (ныне д. Таштугай) Хайбуллинского района Башкирской АССР. С детства увлекался театром.Участвовал в художественной самодеятельности .  В школе с 4 класса вёл утренники у первоклассников. Служил 2 года в армии.
В 1986 году с отличием окончил Уфимский государственный институт искусств (курс Ф. К. Касимовой), в 2005 году так же с отличием — БАГСУ.
По окончании института искусств работал в Государственном академическом театре драмы им. М. Гафури, с 1986 по 2000 годы — актёром, с 12 сентября 2000 года — актёром и директором театра по контракту. 02 марта 2001 года - директором  по основной деятельности.16 июня 2005 года исполняющий обязанности генерального директора театра.01 февраля 2006 года первый заместитель директора .29 января 2011 года назначен директором театра по контракту.13 июня  2012 года уволен в связи с истечением срока трудового договора. В годы работы в управленческом аппарате театра ( 2000-2012 гг) , Утяшев Х.Г. совмещал должность артиста драмы. 23 июля 2012 года ведущий мастер сцены  Башкирского академического театра драмы им. М. Гафури. Имеет амплуа героико-романтического героя.
Хурматулла Газзалеевич — член Союза театральных деятелей с 1991 года, с 2010 года первый зам. Председателя СТД , с 2017 года и.о. Председателя СТД  РБ,  с 1991 по 2001 годы и с 2009 по 2013 годы преподавал в УГИИ .Доцет УГИИ им. З. Исмагилова  с 1998 года.
Утяшев Хурматулла Газзалеевич в 1995 году поставил спектакль в Салаватском драматическом театре («Маугли» в собственном переводе на башкирский язык по «Книге джунглей» Р. Киплинга),в Башкирском академическом драматическом театре им М Гафури -  " Февраль. Буран..." - З. Буракаевой в 2012 году, " Наркас"  - И Юмагулова 2017 году ,  а также занимался переводами на башкирский пьес «Мою жену зовут Морис» Р. Шарта, «Плачу вперёд» Н. М. Птушкиной, «Институт Бенжамента» по роману «Якоб фон Гунтен» Р. Вальзера., " Свадьба" - А.П. Чехова, " Детектор лжи"- В. Сигарева, "«РУДИ – NEVER OFF…» А.Абушахманоа,  " Джут" О. Жанайдарова, "  Женские истори"  -   Т. Москвиной," Зулейха открывает глаза" -  Г. Яхиной.

## Роли в спектаклях

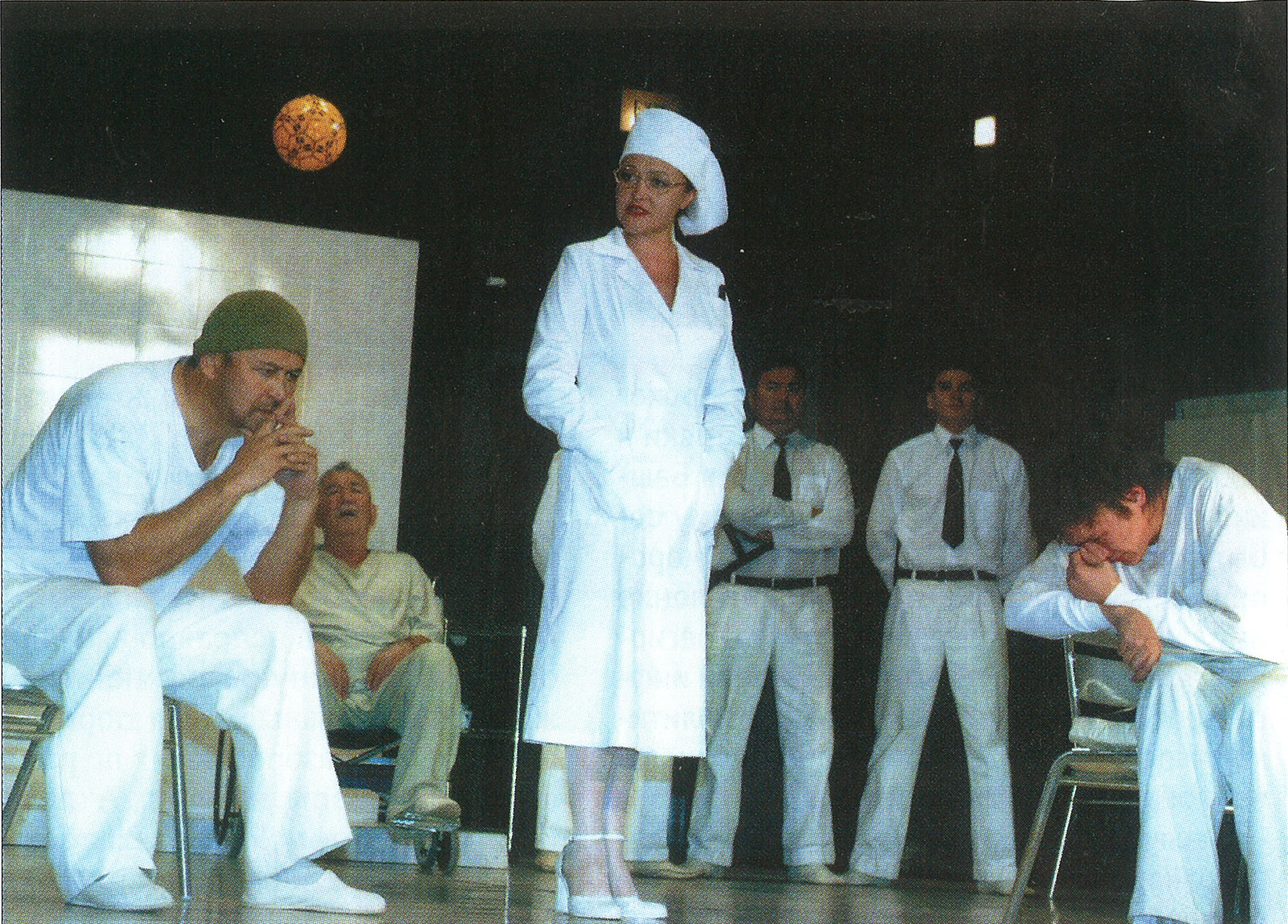
Сцена из спектакля «Пролетая над гнездом кукушки» в постановке Башкирского академического театра драмы.
Хурматулла Утяшев (слева) в роли Мак Мерфи.

Айтуган («Утлы өйөрмә» — «Огненный вихрь» А. М. Мирзагитова; дебют, 1986), Юлдыбай («Башкорт туйы»), Акъегет («Ай тотолган тондэ»), Салават («Салауат. Өн аралаш ете төш» — «Салават. Семь сновидений сквозь явь»; обе — М. Карима), Малик («Төнгө ҡунаҡ» — «Ночной гость» Ф. В. Богданова), Шаймуратов («…Шайморатов генерал» — «…Шаймуратов генерал» Ф. М. Булякова), Темуджин («Сыңғыҙхандың һуңғы төйәге» — «Последнее море Чингисхана» Н. Абдыкадырова). Ямиль («Диләфрүзгә дүрт кейәү» — «Четыре жениха Диляфруз» Т. Г. Миннуллина), Жора («Талаҡ, талаҡ!..» — «Камикадзе»), Стенька Разин («Бибинур, ах, Бибинур!»; обе — Булякова), Петрюс («Иҫ китмәле мөгөҙлө шәп ир» — «Великодушный рогоносец» Ф. Кроммелинка), Эгей («Медея» Еврипида), Доменико («Илай белмәгән ҡатын» — «Женщина, которая не умеет плакать» по пьесе «Филумена Мартурано» Э. Де Филиппо), Мак Мерфи («Кәкүк ояһы» — «Полёт над гнездом кукушки» А. А. Абушахманова по одноимённому роману К. Кизи).

## Роли в кино
Маулит («Ауыл өҫтөндә йәйғор» — «Радуга над деревней», киностудия «Башкортостан», 2001), Тайан хан («Тайна Чингис Хаана», с киностудией «Каропрокат» и «Ургэл В» совместно с кинокомпанией «NYAMGAVAA FILM PRODUCTION» и «Brown Wolf Production», 2009).

## Награды и звания
- Орден Дружбы (11 мая 2021) — за вклад в развитие отечественной культуры и спорта, многолетнюю плодотворную деятельность[1]
- Орден Салавата Юлаева (2019)[2]
- Лауреат премии имени Рами Гарипова за постановку спектакля «Февраль. Буран…» (З. Буракаева) (2013)
- Народный артист Российской Федерации (2008)
- Лауреат Международных театральных Фестивалей тюркских народов «Науруз» в Казани (2002), «АРТ ОРДО» в Бишкеке (Киргизия) (2003) и Фестивалей тюркоязычных театров «Туганлык» (2006)
- Лауреат премии имени Салавата Юлаева (2002)
- Заслуженный артист Российской Федерации (1998)
- Народный артист Республики Башкортостан (1995)
- Заслуженный артист Республики Башкортостан (1992)